# Бонфинополис-ди-Минас
Бонфинополис-ди-Минас (порт. Bonfinópolis de Minas) — муниципалитет в Бразилии, входит в штат Минас-Жерайс. Составная часть мезорегиона Северо-запад штата Минас-Жерайс. Входит в экономико-статистический  микрорегион Унаи. Население составляет 6036 человек на 2006 год. Занимает площадь 1778,162 км². Плотность населения — 3,4 чел./км².

## История
Город основан 1 марта 1963 года. 

## Статистика
- Валовой внутренний продукт на 2003 год составляет 57 811 082,00 реалов (данные: Бразильский институт географии и статистики).
- Валовой внутренний продукт на душу населения на 2003 год составляет 9289,91 реалов (данные: Бразильский институт географии и статистики).
- Индекс развития человеческого потенциала на 2000 год составляет 0,754 (данные: Программа развития ООН).